# 寝台列車

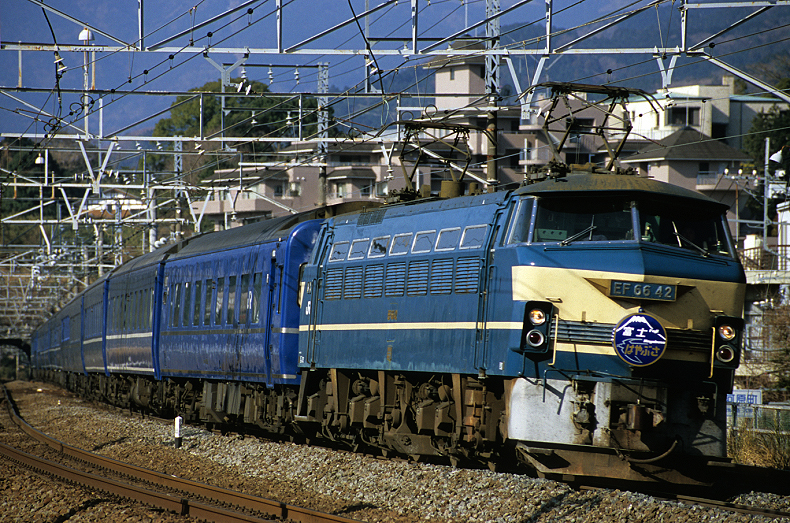
寝台特急「富士・はやぶさ」
（2004年6月15日 真鶴駅 - 湯河原駅間）

寝台列車（しんだいれっしゃ, Sleeper trains）とは、夜行列車のうち寝台車を主体とした列車を指す。

## 日本

### 寝台列車の定義

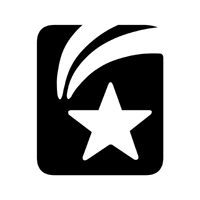
寝台特急のシンボルマーク。寝台急行は「JTB時刻表」では白黒が反転して表記された。

1960年代に発行された日本交通公社の『時刻表』では、「寝台車を主体にして、全部の車両が指定制の列車」と定義していた。同時刻表は1963年7月号まで「寝台専用列車」の表記を用い、8月号から「寝台列車」に変更されている。したがって、自由席を含む座席車が主体で、編成内に少数の寝台車が含まれる「津軽」などは「寝台列車」とされなかった。ただしその後、急行「十和田」(常磐線)や「狩勝」(根室本線)のそれぞれ一部列車や、臨時列車に格下げ後の急行「きたぐに」(北陸本線)のように、寝台車主体で座席車は1〜3両程度でありかつ全車指定制の列車であっても同時刻表で「寝台列車」として扱われなかった例もあり(一方で、寝台特急「明星」や「彗星」の一部は一時期、普通車指定席4両、グリーン車1両の計5両座席車連結で運転していたが、こちらは「寝台列車」の扱いを受けている)、その理由は不明である。
「寝台特急」は、「寝台列車」のうちの特急列車であり、20系客車以降の固定編成客車による「ブルートレイン」や、581・583系電車、285系電車による寝台列車がある。現存するのは285系電車によるものだけである。

### 歴史

#### 前史
かつて大量の寝台車が存在し、"all-Pullman"と呼ばれる寝台専用列車が多数存在したアメリカ合衆国を例外とすれば、世界各国の鉄道で長距離を運行する夜行列車は、優等客と大衆乗客のいずれのニーズにも応じることを目的として、寝台車と一般座席車の混結編成を組むことが普通だった。
日本もその例に漏れず、1900年に山陽鉄道が日本初の寝台車を運行開始して以来、寝台専用列車というものは長らく存在しなかった。たとえ優等客専用の列車であっても、寝台車と座席車の双方が連結されていた。
ただし、例外的な存在として、太平洋戦争中まで東京 - 神戸間を運転していた夜行急行列車1往復には、二等座席車1両の他は、一等・二等寝台車と食堂車のみで編成された時期がある。この列車には長期にわたり「17列車・18列車」の列車番号が与えられ、上流貴顕の乗る列車として、「名士列車」の俗称で知られた。この列車を、日本最初の「寝台列車」とする考え方もあるが、「一・二等の優等客専用の夜行列車」という性格で、三等寝台車を連結した戦後の「寝台列車」とは、やや方向性が異なる。なお、この列車は太平洋戦争が激しさを増す1943年（昭和18年）に廃止されている。

#### 寝台列車の出現
戦後の1950年代以降、日本国内の鉄道では全体の輸送量が著しく増大した。また、1941年に一時廃止されていた三等寝台車が1956年に復活。比較的低廉な運賃で寝台利用が可能になったことで、寝台車そのものへの需要も高まった。なお三等寝台車は、1960年より二等寝台車、1969年よりB寝台車となった。
東海道本線全線電化に伴う1956年11月のダイヤ改正では、東京 - 博多間特急列車「あさかぜ」が新設される。10両編成中に寝台車が5両を占め、当時としては寝台車の比率が高かった。これは好成績を収めた。更に1957年10月からは、東京 - 大阪間夜行急行の「彗星」の組成を変更。14両編成（うち1両は荷物車）中、座席車は最後尾の三等座席指定車1両のみで、残り12両はマロネ40形など二等寝台車とナハネ10形などの三等寝台車が半数ずつだった。この列車は、列車番号が戦前の「名士列車」と謳われた17・18列車と同じで、二等寝台車の割合が他の列車に比べて高かったことから「名士列車の再来」と言われた。この「彗星」を、「（本格的な）寝台専用列車の嚆矢」と見る考え方もある。
1958年には日本初の固定編成客車として20系客車が登場、特急「あさかぜ」に投入された。13両編成中旅客車は座席車が3両のみで、他はすべて寝台車だった。なお、編成には食堂車・電源荷物車各1両が含まれた。
翌1959年9月には、常磐線経由の上野 - 青森間夜行急行「北斗」が寝台列車化された。12両編成中、食堂車1両、荷物車2両のほか、二等寝台車2両、三等寝台車6両で、座席車はやはり三等座席指定車1両のみだった。あぶれた座席利用客は、同じ区間を雁行する急行「十和田」を全車座席車編成として救済している。
なお、「彗星」・「北斗」に1両だけ座席車が連結されていたのは、1950年代より1960年代初頭の寝台車に緩急車がほとんど存在しなかったためである。夜行急行列車の寝台列車化措置は、当初は列車全体の居住性改善や保守・点検の合理化などの目的があったとされる。

#### 増加
1956年以降、国鉄の優等旅客列車には電車・気動車が盛んに用いられるようになった。
当時の電車・気動車には寝台車が存在せず、夜行列車として運転される場合にも全車一般座席列車とならざるを得なかった。そこで寝台需要に対しては、ほとんど寝台車のみで構成された客車寝台特急・急行を運行し、一般座席需要については昼行急行用の電車・気動車を夜行列車にも共用、これらを別便の急行列車として雁行させるという手法が採られるようになった。こうすれば、無動力の寝台車だけを新規製造することで輸送力増強が実現できた。
この傾向は1961年10月1日のダイヤ改正（いわゆるサンロクトオ）から顕著となった。東海道本線の昼行急行列車が153系電車の大量投入で電車化・大増発され、夜行列車に関しても棲み分けが図られた。列車の増発に対して、1961年から1965年にかけて旧形客車の台枠を利用して製造された軽量二等寝台（従前の三等寝台）車オハネ17形合計302両が国鉄工場で製造、増備された。それでも不足する分は、戦前の旧三等寝台車であり、戦時中に三等座席車オハ34形に改造されたスハネ30形ほかを数十両、寝台車に復活改造して充当したほどである。また、戦後初の三等寝台車として製造されたナハネ10形については、1963年に緩急車化されてナハネフ10形となり、寝台列車の全車寝台化がさらに図られた。さらに寝台需要の高い東海道本線では、電車による座席夜行急行の客車寝台列車への置き換えも行われた。
東海道新幹線の開業で東海道本線の夜行急行列車が衰退した後も、山陽本線や東北本線、北陸本線などでは、寝台急行列車と座席夜行急行列車の雁行が行われた。一方、奥羽本線・山陰本線など別仕立てするほどの需要がない亜幹線級の線区では、従来通り寝台車と座席車を併結した客車急行列車が引き続き運転された。

#### 一般化
寝台特別急行列車の場合、当初の主な設定区間であった東海道・山陽・九州線、つまり東京対山陽・九州各都市が主な利用客であることや、顕著な寝台車利用も勘案され、東海道新幹線開業前である1962年より座席車連結を当初より減少する編成が現れ、同新幹線開業から4年後の1968年までには「あさかぜ」1往復の一等車ナロ20形1両を除き座席車の連結を終了した。
1964年に初の東京駅以外の発着寝台特急として設定された「はくつる」には二等車が2両連結され、翌1965年に最初の関西発着で東海道新幹線接続寝台特急としても設定された「あかつき」にも二等車1両が設定された。
しかし、山陽・九州方面や東北方面でも電車による昼行特急列車網の整備が進んだことから、20系座席車の利用者は次第に減少し、「あかつき」は1968年に連結を廃止。前者でも「はくつる」の客車を常磐線経由に変更した「ゆうづる」に連結された2両が1970年に廃されている。このため、20系客車のうち、座席車のほとんどは寝台車へと改造され、座席車として全うした車両は「あさかぜ」用ナロ20形3両のみであった。
なお、1967年に運行を開始した寝台電車である581系電車では、二等車は昼は座席で夜は寝台での使用を目的とした構造を用いており、登場当初こそ暫定的な運用もあり一等車は座席・寝台ともに製造されなかった。しかし、本格的な運用となった1968年10月1日のダイヤ改正（いわゆるヨンサントオ）までに寝台兼用の座席の開発が間に合わなかったことから、一等車（翌1969年より等級制度廃止に伴いグリーン車と名称変更）については一等寝台（後年のA寝台）ではなく座席車として製造された。そのため、昼行列車との兼ね合いで常時1両連結していることが多く、夜行運転時でも座席車を連結する状態になっていた。
1974年4月のダイヤ改正を機に2段式寝台の24系25形が登場したのを機に、国鉄は「星の寝台特急」のキャンペーンを行い、B寝台の設備について星の数で表記を行った他、上記の寝台列車のシンボルマークが時刻表等に登場した。

#### 衰退
1975年以降は、運賃・各種料金の大幅な値上げに加え、新幹線や高速道路網、航空路線など高速交通網の整備が進んだ結果、寝台列車を含む夜行列車全体の利用客（特に社用・公用での出張などビジネス目的の利用客や新婚旅行客）が激減し、最盛期の1960年代に比べ、利用客は大幅に減少した。
なお、1980年代後半以降、客車寝台特急では、高速バスへの対抗を目的として座席車を1両のみ連結するケースが出てきた。純粋な座席車という点では、「あかつき」・「なは」の「レガートシート」があったが、「あかつき」が2008年3月15日付けで廃止になって以降、該当例はなくなった。また、「あけぼの」には、寝台車を使用しながら毛布や浴衣を備え付けずに座席車扱いとした、「ゴロンとシート」という車両（簡易寝台）が連結されていた。
さらに「サンライズ出雲・瀬戸」にも、座席車扱いではあるが毛布が備え付けられて横になることが可能な「ノビノビ座席」という車両（簡易寝台）が連結されている。
青函トンネル開通以降に登場した首都圏・京阪神と北海道を結ぶ寝台特急「北斗星」「トワイライトエクスプレス」は、他の寝台列車がほぼ壊滅状態となった2013年当時でも、依然として根強い人気を保っていた。しかし、航空機との競争や観光客の海外旅行志向の高まりなどにより利用客が減少していることや、車両の老朽化が進行していることなどを理由に、「あけぼの」が2014年3月15日のダイヤ改正で廃止（定期運行終了・臨時列車化）され、「トワイライトエクスプレス」も2015年3月14日のダイヤ改正で廃止された。同時に「北斗星」も定期運行も終了し、同年8月22日には「北斗星」の臨時運行も終了した。

#### 旅行目的への特化
移動手段としての競争力を失った2010年代以後、夜間の非活動時間を有効利用した移動手段ではなく、純粋に鉄道旅行を楽しむ事に役割が変わりつつあり、そうしたコンセプトを持つ列車（「クルーズトレイン」）が計画・登場している。JR九州は、九州を一周する豪華寝台列車「ななつ星 in 九州」を2013年10月15日から運行を開始した。同様の列車はJR東日本でも「TRAIN SUITE 四季島（トランスイート しきしま）」が2017年5月1日に運行を開始したほか、JR西日本でも「TWILIGHT EXPRESS 瑞風（トワイライトエクスプレス みずかぜ）」が2017年6月17日に運行を開始した。
また、2016年6月以降に、「カシオペア」の上野 - 札幌間について「カシオペア紀行」の名称でのツアー専用列車として運行の再開が決定した。
JR西日本は、2020年9月11日より「WEST EXPRESS 銀河」の運行を開始した。ただしこれは、寝台に近い設備は有するものの座席車扱いであり、「寝台列車」ではない。
JR東日本は、2025年6月の運行を最後に「カシオペア紀行」を引退する方針を示した。車両の老朽化に加え、車両を引っ張る機関車の減少が理由となっている。寝台特急「カシオペア」の完全引退である。

## アメリカ合衆国
19世紀の末から20世紀の中ごろにかけてのアメリカ合衆国では、旅客の移動における鉄道輸送の占める割合が非常に高かった。
国土の広さゆえ、数日を要する鉄道旅行は当たり前で、経済水準が比較的高かった事から寝台車への需要も高く、鉄道会社はプルマン社などの寝台車保有会社と提携して、寝台車を連結した旅客列車の運行を盛んに行った。
中でも、需要の高かった東海岸の路線や、シカゴとロサンゼルスを結ぶ路線などでは、19世紀の終わりごろから、座席車を連結しないプルマン寝台車のみの旅客列車"all-Pullman"を運行する事が常態化していた。
寝台専用列車として有名な列車としては、ニューヨークとシカゴを結んだ「20世紀特急 (The 20th Century Limited) 」、「ブロードウェイ特急 (Broadway Limited) 」、ワシントンとシカゴを結んだ「キャピトル特急 (Capitol Limited) 」、ニューヨークとニューオーリンズを結んだ「クレセント (Crescent Limited) 」、シカゴとサンフランシスコを結んだ、「オーバーランド特急」、シカゴとロサンゼルスを結んだ「カリフォルニア特急 (California Limited) 」、「スーパー・チーフ (Super Chief) 」、ロサンゼルスとサンフランシスコを結んだ「ラーク」などが挙げられる。プルマン寝台車の利用には通常、ファーストクラス運賃が必要で、優等旅客のみを相手にし、フルコースを提供する食堂車や豪華なラウンジ車を売り物にしていた。いくつかの列車については1930年代以降、全車の個室寝台化も行われた。これらの列車は座席車のみならず、主に西部に向かう列車に連結されていた、通常運賃と安価な寝台料金で利用できる「ツーリスト寝台」すら連結されていなかった。
第2次大戦後の飛行機の普及はアメリカの鉄道旅客輸送に大打撃を与えた。旅客列車は激減し、従来寝台専用列車だった列車にも座席車が連結されるようになった。1967年、最後まで"all-Pullman"として残っていた「ブロードウェイ特急」に座席車が連結され、アメリカから寝台専用列車は消滅した。現在のアムトラックの夜行列車はすべて寝台・座席併結列車である。

## ヨーロッパ諸国
観光列車を別にすれば、寝台専用列車が盛んに運行され、現在ホテルトレインといわれる。
各小部屋にシャワー、トイレ、洗面台まで備えられており移動するホテルである。代表的な鉄道にマドリッド・バルセロナとパリ・ミラノ・チューリッヒを結ぶエリプソスがある。
ベルギー人のジョルジュ・ナエルマーケス (Georges Nagelmackers, 1845 - 1905) が1872年に発足させた国際寝台車会社（Compagnie Internationale des Wagons-Lits、日本での通称ワゴン・リ社）は、個室寝台車を欧州各国の鉄道で運行して成功を収めた。同社の車両による「オリエント急行 (L'Orient-Express) 」、「トラン・ブルー (Train Bleu) 」といった列車は、寝台車を中心に編成され、豪華で利便性の高い列車として世界的な名声を得た。
その後、1960年代以降は航空路線網の整備が進んだこともあり、1977年にオリエント急行は廃止され、さらに1981年のTGV開業以後は、トラン・ブルーをはじめとしたフランス国内の寝台列車も、クシェットと二等リクライニング座席車からなるコライユ・ルネアに次々と置き換えられた。他の列車も座席車を連結するものが増え、現在も寝台専用列車として残っているのは、ユーロナイトのアルテシアナイト（フランス - イタリア間）、"Berlin Night Express"（ベルリン - マルメ間）、シティナイトライン"Aurora"（コペンハーゲン - バーゼル間）など、ごく一部となった。
2017年、フランス国鉄は他に交通手段の選択肢がある路線の寝台列車を廃止。わずかにパリとブリアンソン、パリとセルベール間を結ぶ2路線のみが残された。一方で2020年代に二酸化炭素の排出量削減が政府の課題になると再び寝台列車に注目が集まるようになり、2021年、パリとニース間を結ぶ寝台列車が復活した。同区間は高速鉄道TGVの倍の時間を要するものの運賃は半分以下となっている。

## インド
国土が広大なインドにも寝台専用列車が存在する。貧富の差の問題などもあり、インドの鉄道ではほとんどの列車に座席車が連結されているが、同時に運転時間が長時間に渡るため寝台車の比重が高くなっている。
特にラージダーニー急行は全車エアコン付き寝台車を用いた豪華列車として知られてきた。最近はインドでの中産階級の成長により利用者が急増している。そのため、日本のブルートレインに近い寝台特急列車に実質的には近づいている。
また、インドの急行列車は約20両に及ぶ編成のうち、2 - 3両の座席車を除いては寝台車ばかりで構成されることが多い。